# Den fula ankungen
"Den fula ankungen" (Den grimme ælling) är en saga från 1843 av H.C. Andersen, utgiven som en saga i författarens sagobok med originalnamnet Nye eventyr. Første Bind. Den handlar om en liten ankunge som blir retad för att den är så ful, men senare visar det sig att det är en vacker svan. Sagan är således en fabel, där djur får representera människor. 
Sagan har ofta tolkats som en berättelse om författarens egen ungdom, och är en av H.C. Andersens mest kända och omtyckta sagor.